# Obed Vargas
Obed Gómez Vargas (Anchorage, 5 marzo 2005) è un calciatore messicano con cittadinanza statunitense, centrocampista del Seattle Sounders e della nazionale Under-20 statunitense.

## Biografia
Nato ad Anchorage in Alaska negli Stati Uniti, la sua famiglia è di origine messicana.

## Carriera

### Club

#### Gli inizi
Cresciuto nel settore giovanile del Seattle Sounders, il giovane centrocampista viene girato al Tacoma Defiance con cui disputa l'intera stagione in USL Championship, collezionando 28 presenze in campionato.

#### Seattle Sounders
Il 23 luglio 2021 esordisce con i Sounders in Major League Soccer a causa dell’indisponibilità di dieci calciatori della prima squadra. Partito da titolare, gioca per 77 minuti, venendo poi sostituito da Fredy Montero. Il 18 febbraio 2022 esordisce in CONCACAF Champions League contro il Motagua, partendo da titolare e giocando l'intera partita.

### Nazionale
Il 10 maggio 2023, viene incluso da Mikey Varas nella rosa della nazionale Under-20 statunitense partecipante al Mondiale di categoria in Argentina. Successivamente ha militato per nell'under-23 statunitense.
Successivamente decide di rappresentare il Messico, nazionale delle sue origini. Dopo avere rappresentato l'under-23, il 30 settembre 2024 viene convocato per la prima volta in nazionale maggiore, con cui esordisce il 15 ottobre seguente nell'amichevole vinta 2-0 contro gli Stati Uniti.

## Statistiche

### Presenze e reti nei club
Statistiche aggiornate all'8 luglio 2025.
| Stagione                | Squadra                 | Campionato              | Campionato | Campionato | Coppe nazionali | Coppe nazionali | Coppe nazionali | Coppe continentali | Coppe continentali | Coppe continentali | Altre coppe | Altre coppe | Altre coppe | Totale | Totale |
| Stagione                | Squadra                 | Comp                    | Pres       | Reti       | Comp            | Pres            | Reti            | Comp               | Pres               | Reti               | Comp        | Pres        | Reti        | Pres   | Reti   |
| ----------------------- | ----------------------- | ----------------------- | ---------- | ---------- | --------------- | --------------- | --------------- | ------------------ | ------------------ | ------------------ | ----------- | ----------- | ----------- | ------ | ------ |
| 2021                    | Tacoma Defiance         | USLC                    | 28         | 0          | -               | -               | -               | -                  | -                  | -                  | -           | -           | -           | 28     | 0      |
| 2021                    | Seattle Sounders        | MLS                     | 1          | 0          | -               | -               | -               | -                  | -                  | -                  | -           | -           | -           | 1      | 0      |
| 2022                    | Seattle Sounders        | MLS                     | 13         | 0          | USOC            | 1               | 0               | CCL                | 7                  | 0                  | -           | -           | -           | 21     | 0      |
| 2023                    | Seattle Sounders        | MLS                     | 22+2       | 0          | USOC            | 1               | 0               | -                  | -                  | -                  | CmC+LC      | 0+2         | 0           | 27     | 0      |
| 2024                    | Seattle Sounders        | MLS                     | 30+3       | 1+0        | USOC            | 2               | 0               | -                  | -                  | -                  | LC          | 5           | 1           | 40     | 2      |
| 2025                    | Seattle Sounders        | MLS                     | 20         | 2          | -               | -               | -               | CCC                | 3                  | 0                  | Cmc         | 3           | 0           | 26     | 2      |
| Totale Seattle Sounders | Totale Seattle Sounders | Totale Seattle Sounders | 86+5       | 3          |                 | 4               | 0               |                    | 10                 | 0                  |             | 10          | 1           | 115    | 4      |
| Totale carriera         | Totale carriera         | Totale carriera         | 119        | 3          |                 | 4               | 0               |                    | 10                 | 0                  |             | 10          | 1           | 143    | 4      |

### Cronologia presenze e reti in nazionale
| Cronologia completa delle presenze e delle reti in nazionale ― Messico | Cronologia completa delle presenze e delle reti in nazionale ― Messico | Cronologia completa delle presenze e delle reti in nazionale ― Messico | Cronologia completa delle presenze e delle reti in nazionale ― Messico | Cronologia completa delle presenze e delle reti in nazionale ― Messico | Cronologia completa delle presenze e delle reti in nazionale ― Messico | Cronologia completa delle presenze e delle reti in nazionale ― Messico | Cronologia completa delle presenze e delle reti in nazionale ― Messico |
| Data                                                                   | Città                                                                  | In casa                                                                | Risultato                                                              | Ospiti                                                                 | Competizione                                                           | Reti                                                                   | Note                                                                   |
| ---------------------------------------------------------------------- | ---------------------------------------------------------------------- | ---------------------------------------------------------------------- | ---------------------------------------------------------------------- | ---------------------------------------------------------------------- | ---------------------------------------------------------------------- | ---------------------------------------------------------------------- | ---------------------------------------------------------------------- |
| 15-10-2024                                                             | Guadalajara                                                            | Messico                                                                | 2 – 0                                                                  | Stati Uniti                                                            | Amichevole                                                             | -                                                                      | 83’                                                                    |
| Totale                                                                 |                                                                        | Presenze                                                               | 1                                                                      |                                                                        | Reti                                                                   | 0                                                                      |                                                                        |

## Palmarès

### Club

#### Competizioni internazionali
- CONCACAF Champions League: 1

Seattle Sounders: 2022